# Jorge González Prado
Jorge González Prado (Tumaco, Colombia, 23 de mayo de 1995) es un futbolista colombiano. Juega como delantero en el SC Espinho, del Campeonato de Portugal, la tercera división del país.

## Clubes
| Club       | País     | Temporadas  |
| ---------- | -------- | ----------- |
| Olhanense  | Portugal | 2014 - 2017 |
| SC Espinho | Portugal | 2022 -      |

## Estadísticas
| Club                | Temporada           | Liga  | Liga  | Copa Nacional | Copa Nacional | Copa Internacional | Copa Internacional | Total | Total | Prom. · |
| Club                | Temporada           | Part. | Goles | Part.         | Goles         | Part.              | Goles              | Part. | Goles | Prom. · |
| ------------------- | ------------------- | ----- | ----- | ------------- | ------------- | ------------------ | ------------------ | ----- | ----- | ------- |
| Olhanense Portugal  | 2014-15             | 17    | 1     | 3             | 0             | -                  | -                  | 20    | 1     | 0,05    |
| Olhanense Portugal  | 2015-16             | 24    | 1     | 1             | 0             | -                  | -                  | 25    | 1     | 0,04    |
| Olhanense Portugal  | 2016-17             | 32    | 4     | 1             | 0             | -                  | -                  | 33    | 4     | 0,13    |
| Olhanense Portugal  | Total               | 73    | 6     | 5             | 0             | 0                  | 0                  | 79    | 6     | 0,08    |
| Total en su carrera | Total en su carrera | 73    | 6     | 5             | 0             | 0                  | 0                  | 79    | 6     | 0,08    |